# Васильев, Андрей Викторович
Андре́й Ви́кторович Васи́льев (род. 11 августа 1970, гор. Красноярск) — российский математик, доктор физико-математических наук, профессор РАН.

## Биография
Родился в 1970 году.
Окончил механико-математический факультет Новосибирского государственного университета (ММФ НГУ): в 1993 году магистратуру, а в 1996 году аспирантуру.
С 1993 года научный сотрудник, с 1998 — старший, с 2006 — ведущий, с 2010 — главный научный сотрудник Института математики им. С. Л. Соболева СО РАН (ИМ СО РАН).
Одновременно с работой в ИМ СО РАН, с 1993 года ассистент, с 1998 — доцент, с 2007 — профессор, с 2012 — зав. кафедрой алгебры и математической логики ММФ НГУ.
Доктор физико-математических наук (2006), профессор РАН (2016).
Некоторые публикации:
- A.V. Vasil’ev, A.M. Staroletov ALMOST RECOGNIZABILITY BY SPECTRUM OF SIMPLE EXCEPTIONAL GROUPS OF LIE TYPE // Algebra and Logic
- A. V. Vasil’ev, A. A. Buturlakin Locally Finite Groups with Bounded Centralizer Chains // Algebra and Logic
- Vasil’ev, A. V., Buturlakin A.A. ON CONSTRUCTIVE RECOGNITION OF FINITE SIMPLE GROUPS BY ELEMENT ORDERS // ALGEBRA AND LOGIC
- A.V. Vasil’ev On finite groups isospectral to simple classical groups // Journal of Algebra
- Andrey Vasil’ev On non-abelian Schur groups // JOURNAL OF ALGEBRA AND ITS APPLICATIONS